# Minuet

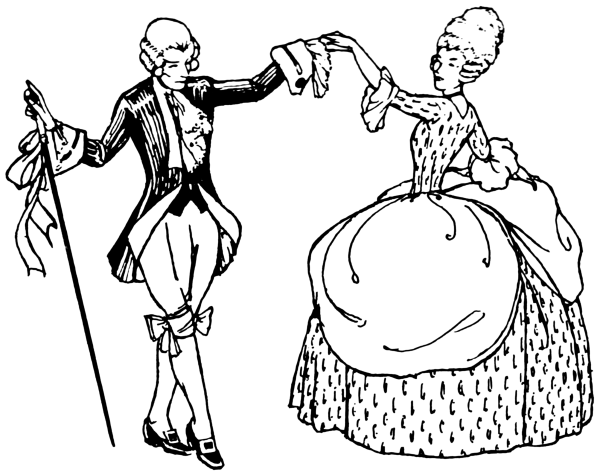
Minuet.

Minuet (/ˌmɪnjuːˈɛt/; hay menuet) là một điệu nhảy có nguồn gốc từ Pháp ở nhịp 3/4.

## Lịch sử

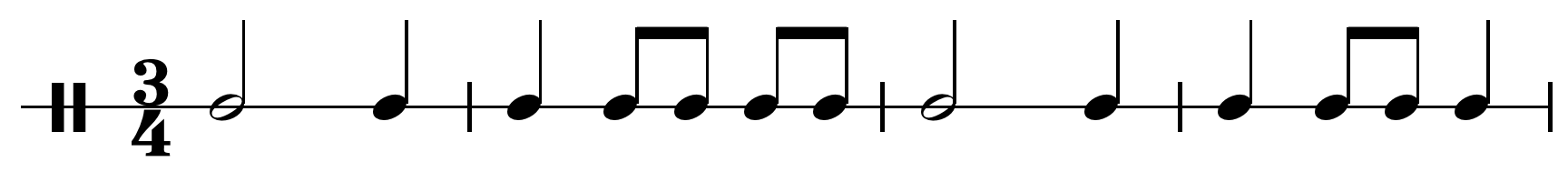
Nhịp Minuet (Blatter 2007, 28)

Điệu nhảy phổ biến ở Pháp từ thế kỷ 17, điệu nhảy lần đầu được giới thiệu trong opera bởi Jean-Baptiste Lully. Vào cuối thế kỷ 17, minuet đã được soạn cho các tổ khúc, đôi khi được viết ở nhịp 3/8 hoặc 6/8.